# Svetovno prvenstvo v hokeju na ledu 1958
Svetovno prvenstvo v hokeju na ledu 1958 je bilo petindvajseto Svetovno prvenstvo v hokeju na ledu. Potekalo je med 28. februarjem in 9. marcem 1958 v Oslu, Norveška. Zlato medaljo je osvojila kanadska reprezentanca, srebrno sovjetska, bronasto pa švedska, v konkurenci osmih reprezentanc.

## Dobitniki medalj
| Zlato | Srebro | Bron |
| KanadaRoy Edwards John Henderson Alf Treen Harry Sinden Ted O’Connor Jean-Paul Lamirande Sidney Smith Conrad Broden John McKenzie Robert Attersley Bus Gagnon Tom O’Connor Gordon Myles Sandy Air Charles Burns George Samolenko George Gosselin | Sovjetska zvezaNikolaj Pučkov Jevgenij Jerkin Nikolaj Sologubov Ivan Tregubov Genrih Sidorenkov Dimitrij Ukolov Alfred Kučevski Jurij Pantjuhov Aleksej Gurišev Nikolaj Hlistov Konstantin Loktev Venjamin Aleksandrov Aleksander Čerepanov Jurij Krilov Jurij Kopilov Vladimir Jelizarov Valentin Bistrov | ŠvedskaThord Flodqvist Rune Gudmundsson Lars Björn Gert Blomé Vilgot Larsson Roland Stoltz Hans Svedberg Sigurd Bröms Karl-Sören Hedlund Erling Lindström Lars-Eric Lundvall Nils Nilsson Ronald Pettersson Sven Tumba Gösta Westerlund Carl-Göran Öberg Hans Öberg |

## Tekme
| 28. februar 1958 | ZDA | 12:4 | Poljska | Oslo, Norveška |

| Poročilo tekme      | Poročilo tekme | Poročilo tekme | Poročilo tekme | Poročilo tekme |
| ------------------- | -------------- | -------------- | -------------- | -------------- |
| Začetek: ni podatka |                |                |                |                |

| 28. februar 1958 | Češkoslovaška | 5:1 | Finska | Oslo, Norveška |

| Poročilo tekme      | Poročilo tekme | Poročilo tekme | Poročilo tekme | Poročilo tekme |
| ------------------- | -------------- | -------------- | -------------- | -------------- |
| Začetek: ni podatka |                |                |                |                |

| 28. februar 1958 | Norveška | 0:9 | Švedska | Oslo, Norveška |

| Poročilo tekme      | Poročilo tekme | Poročilo tekme | Poročilo tekme | Poročilo tekme |
| ------------------- | -------------- | -------------- | -------------- | -------------- |
| Začetek: ni podatka |                |                |                |                |

| 1. marec 1958 | Švedska | 5:2 | Finska | Oslo, Norveška |

| Poročilo tekme      | Poročilo tekme | Poročilo tekme | Poročilo tekme | Poročilo tekme |
| ------------------- | -------------- | -------------- | -------------- | -------------- |
| Začetek: ni podatka |                |                |                |                |

| 1. marec 1958 | Norveška | 2:10 | Sovjetska zveza | Oslo, Norveška |

| Poročilo tekme      | Poročilo tekme | Poročilo tekme | Poročilo tekme | Poročilo tekme |
| ------------------- | -------------- | -------------- | -------------- | -------------- |
| Začetek: ni podatka |                |                |                |                |

| 1. marec 1958 | Kanada | 14:1 | Poljska | Oslo, Norveška |

| Poročilo tekme      | Poročilo tekme | Poročilo tekme | Poročilo tekme | Poročilo tekme |
| ------------------- | -------------- | -------------- | -------------- | -------------- |
| Začetek: ni podatka |                |                |                |                |

| 2. marec 1958 | Sovjetska zveza | 10:0 | Finska | Oslo, Norveška |

| Poročilo tekme      | Poročilo tekme | Poročilo tekme | Poročilo tekme | Poročilo tekme |
| ------------------- | -------------- | -------------- | -------------- | -------------- |
| Začetek: ni podatka |                |                |                |                |

| 2. marec 1958 | Norveška | 0:12 | Kanada | Oslo, Norveška |

| Poročilo tekme      | Poročilo tekme | Poročilo tekme | Poročilo tekme | Poročilo tekme |
| ------------------- | -------------- | -------------- | -------------- | -------------- |
| Začetek: ni podatka |                |                |                |                |

| 3. marec 1958 | Češkoslovaška | 7:1 | Poljska | Oslo, Norveška |

| Poročilo tekme      | Poročilo tekme | Poročilo tekme | Poročilo tekme | Poročilo tekme |
| ------------------- | -------------- | -------------- | -------------- | -------------- |
| Začetek: ni podatka |                |                |                |                |

| 3. marec 1958 | Kanada | 24:0 | Finska | Oslo, Norveška |

| Poročilo tekme      | Poročilo tekme | Poročilo tekme | Poročilo tekme | Poročilo tekme |
| ------------------- | -------------- | -------------- | -------------- | -------------- |
| Začetek: ni podatka |                |                |                |                |

| 4. marec 1958 | Sovjetska zveza | 4:4 | Češkoslovaška | Oslo, Norveška |

| Poročilo tekme      | Poročilo tekme | Poročilo tekme | Poročilo tekme | Poročilo tekme |
| ------------------- | -------------- | -------------- | -------------- | -------------- |
| Začetek: ni podatka |                |                |                |                |

| 4. marec 1958 | Švedska | 8:3 | ZDA | Oslo, Norveška |

| Poročilo tekme      | Poročilo tekme | Poročilo tekme | Poročilo tekme | Poročilo tekme |
| ------------------- | -------------- | -------------- | -------------- | -------------- |
| Začetek: ni podatka |                |                |                |                |

| 5. marec 1958 | Norveška | 1:6 | ZDA | Oslo, Norveška |

| Poročilo tekme      | Poročilo tekme | Poročilo tekme | Poročilo tekme | Poročilo tekme |
| ------------------- | -------------- | -------------- | -------------- | -------------- |
| Začetek: ni podatka |                |                |                |                |

| 5. marec 1958 | Finska | 2:2 | Poljska | Oslo, Norveška |

| Poročilo tekme      | Poročilo tekme | Poročilo tekme | Poročilo tekme | Poročilo tekme |
| ------------------- | -------------- | -------------- | -------------- | -------------- |
| Začetek: ni podatka |                |                |                |                |

| 6. marec 1958 | Kanada | 10:2 | Švedska | Oslo, Norveška |

| Poročilo tekme      | Poročilo tekme | Poročilo tekme | Poročilo tekme | Poročilo tekme |
| ------------------- | -------------- | -------------- | -------------- | -------------- |
| Začetek: ni podatka |                |                |                |                |

| 6. marec 1958 | Češkoslovaška | 2:2 | ZDA | Oslo, Norveška |

| Poročilo tekme      | Poročilo tekme | Poročilo tekme | Poročilo tekme | Poročilo tekme |
| ------------------- | -------------- | -------------- | -------------- | -------------- |
| Začetek: ni podatka |                |                |                |                |

| 6. marec 1958 | Sovjetska zveza | 10:1 | Poljska | Oslo, Norveška |

| Poročilo tekme      | Poročilo tekme | Poročilo tekme | Poročilo tekme | Poročilo tekme |
| ------------------- | -------------- | -------------- | -------------- | -------------- |
| Začetek: ni podatka |                |                |                |                |

| 6. marec 1958 | Norveška | 1:2 | Finska | Oslo, Norveška |

| Poročilo tekme      | Poročilo tekme | Poročilo tekme | Poročilo tekme | Poročilo tekme |
| ------------------- | -------------- | -------------- | -------------- | -------------- |
| Začetek: ni podatka |                |                |                |                |

| 7. marec 1958 | Kanada | 6:0 | Češkoslovaška | Oslo, Norveška |

| Poročilo tekme      | Poročilo tekme | Poročilo tekme | Poročilo tekme | Poročilo tekme |
| ------------------- | -------------- | -------------- | -------------- | -------------- |
| Začetek: ni podatka |                |                |                |                |

| 7. marec 1958 | Švedska | 12:2 | Poljska | Oslo, Norveška |

| Poročilo tekme      | Poročilo tekme | Poročilo tekme | Poročilo tekme | Poročilo tekme |
| ------------------- | -------------- | -------------- | -------------- | -------------- |
| Začetek: ni podatka |                |                |                |                |

| 7. marec 1958 | Sovjetska zveza | 4:1 | ZDA | Oslo, Norveška |

| Poročilo tekme      | Poročilo tekme | Poročilo tekme | Poročilo tekme | Poročilo tekme |
| ------------------- | -------------- | -------------- | -------------- | -------------- |
| Začetek: ni podatka |                |                |                |                |

| 8. marec 1958 | Norveška | 0:2 | Češkoslovaška | Oslo, Norveška |

| Poročilo tekme      | Poročilo tekme | Poročilo tekme | Poročilo tekme | Poročilo tekme |
| ------------------- | -------------- | -------------- | -------------- | -------------- |
| Začetek: ni podatka |                |                |                |                |

| 8. marec 1958 | Sovjetska zveza | 4:3 | Švedska | Oslo, Norveška |

| Poročilo tekme      | Poročilo tekme | Poročilo tekme | Poročilo tekme | Poročilo tekme |
| ------------------- | -------------- | -------------- | -------------- | -------------- |
| Začetek: ni podatka |                |                |                |                |

| 8. marec 1958 | Kanada | 12:1 | ZDA | Oslo, Norveška |

| Poročilo tekme      | Poročilo tekme | Poročilo tekme | Poročilo tekme | Poročilo tekme |
| ------------------- | -------------- | -------------- | -------------- | -------------- |
| Začetek: ni podatka |                |                |                |                |

| 9. marec 1958 | ZDA | 4:2 | Finska | Oslo, Norveška |

| Poročilo tekme      | Poročilo tekme | Poročilo tekme | Poročilo tekme | Poročilo tekme |
| ------------------- | -------------- | -------------- | -------------- | -------------- |
| Začetek: ni podatka |                |                |                |                |

| 9. marec 1958 | Švedska | 7:1 | Češkoslovaška | Oslo, Norveška |

| Poročilo tekme      | Poročilo tekme | Poročilo tekme | Poročilo tekme | Poročilo tekme |
| ------------------- | -------------- | -------------- | -------------- | -------------- |
| Začetek: ni podatka |                |                |                |                |

| 9. marec 1958 | Norveška | 8:3 | Poljska | Oslo, Norveška |

| Poročilo tekme      | Poročilo tekme | Poročilo tekme | Poročilo tekme | Poročilo tekme |
| ------------------- | -------------- | -------------- | -------------- | -------------- |
| Začetek: ni podatka |                |                |                |                |

| 9. marec 1958 | Kanada | 4:2 | Sovjetska zveza | Oslo, Norveška |

| Poročilo tekme      | Poročilo tekme | Poročilo tekme | Poročilo tekme | Poročilo tekme |
| ------------------- | -------------- | -------------- | -------------- | -------------- |
| Začetek: ni podatka |                |                |                |                |

## Končni vrstni red
OT-odigrane tekme, z-zmage, n-neodločeni izidi, P-porazi, DG-doseženo goli, PG-prejeti goli, GR-gol razlika, T-točke.
| #     | Reprezentanca   | OT | Z | N | P | DG | PG | GR  | T  |
| ----- | --------------- | -- | - | - | - | -- | -- | --- | -- |
| Zlato | Kanada          | 7  | 7 | 0 | 0 | 82 | 6  | +76 | 14 |
| Bron  | Sovjetska zveza | 7  | 5 | 1 | 1 | 44 | 15 | +29 | 11 |
| Bron  | Švedska         | 7  | 5 | 0 | 2 | 46 | 21 | +25 | 10 |
| 4     | Češkoslovaška   | 7  | 3 | 2 | 2 | 21 | 21 | 0   | 8  |
| 5     | ZDA             | 7  | 3 | 1 | 3 | 29 | 33 | -4  | 7  |
| 6     | Finska          | 7  | 1 | 1 | 5 | 9  | 51 | -42 | 3  |
| 7     | Norveška        | 7  | 1 | 0 | 6 | 12 | 44 | -32 | 2  |
| 8     | Poljska         | 7  | 0 | 1 | 6 | 14 | 65 | -51 | 1  |